# 救主圣诞主教座堂 (开罗)
救主圣诞主教座堂（羅馬化：Kātidrāʾiyya Mīlād al-Masīḥ），位于埃及开罗以东45公里的新行政首都。2019年1月6日由埃及总统阿卜杜勒-法塔赫·塞西和亚历山大科普特正教会教宗塞奥佐罗斯二世主持了祝圣禮儀。救主圣诞主教座堂是世界上面积最大的东方正统教会教堂，也是中东地区最大的教堂。  

## 历史
2016年12月，两起针对科普特教徒的恐怖袭击发生于开罗的圣彼得和圣保罗教堂，造成27名科普特教徒死亡。随后于2017年1月，埃及总统阿卜杜勒·法塔赫·塞西提出在新行政首都建造埃及最大的清真寺与教堂以彰宗教民族团结之意。2017年8月，埃及议会取消了对新建教堂的限制。随后在埃及军方领导下救主圣诞主教座堂开始动工。
2019年1月6日，埃及总统阿卜杜勒-法塔赫·塞西和亚历山大科普特正教会教宗塞奥佐罗斯二世主持了成圣仪式。仪式前日，有3000人参加了于教堂的小礼拜堂举行的圣礼。
仪式上，埃及总统塞西发表讲话，提出埃及穆斯林与基督徒一体同心，表达了减少宗教冲突的希望。
同日，埃及最大清真寺法塔赫阿莱姆清真寺亦于新行政首都落成。艾资哈尔伊玛目艾哈迈德·穆罕默德·艾哈迈德·俀百称两座宗教建筑的落成是两教教徒兄弟情谊之化身。

## 建筑

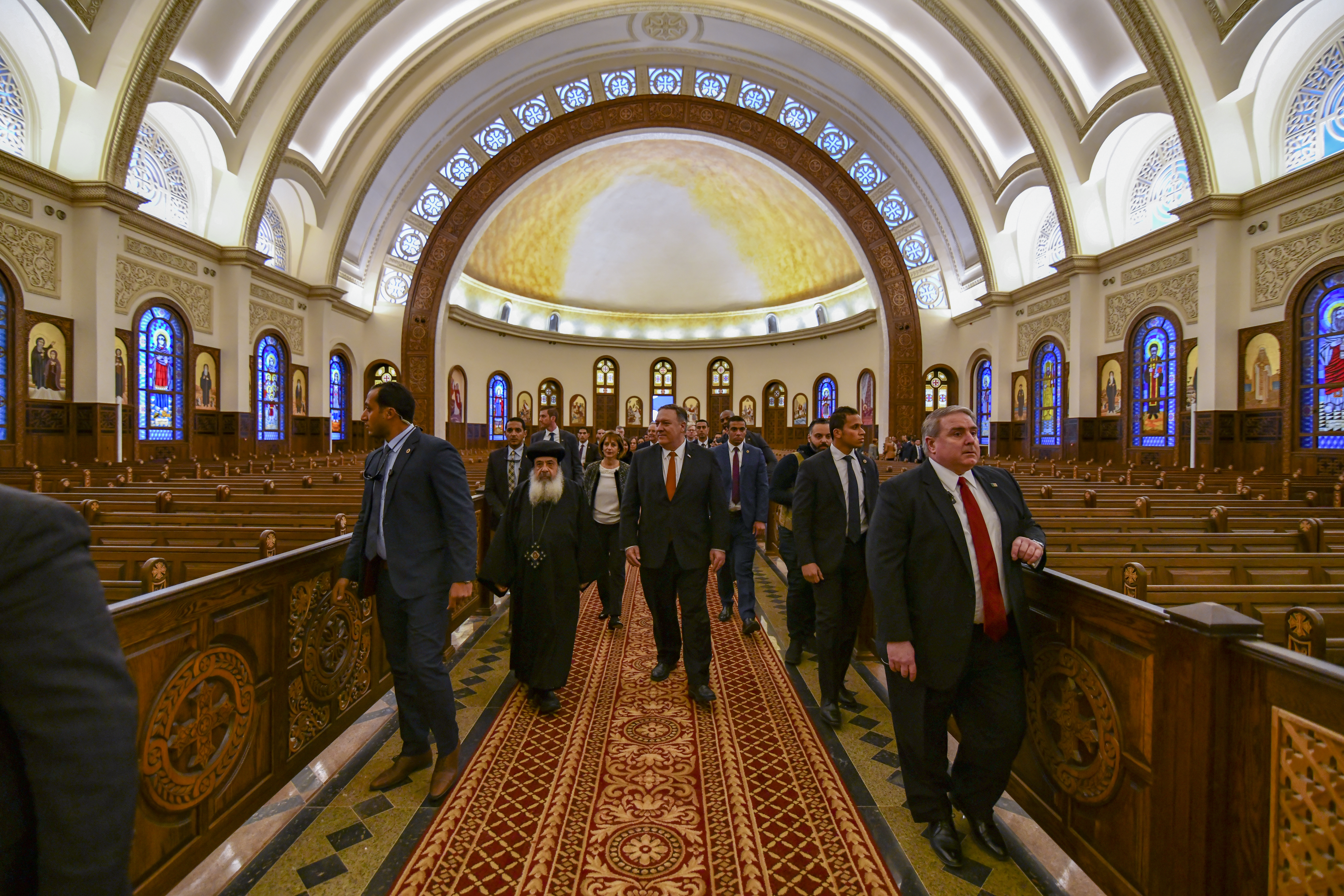
美国国务卿蓬佩奥于2019年1月参观大教堂

大教堂的设计灵感来自诺亚方舟。 建筑包含一个主广场和教宗总部、一个接待大厅、一个会议室和行政办公室。附属建筑还有一个两层地下车库、服务大楼和两座灯塔。灯塔采用科普特建筑设计，顶部有铃铛。